# Лисенко Алла Михайлівна
Лисенко Алла Михайлівна (нар. 31 травня 1969) — українська волейболістка та веслувальниця, майстер спорту України міжнародного класу. Паралімпійська чемпіонка 2012 року.
Займається академічним веслуванням у Дніпропетровському обласному центрі «Інваспорт».